# 강진 용상리 효자비
강진 용상리 효자비는 대한민국 전라남도 강진군 작천면에 있다. 2009년 2월 2일 강진군의 향토문화유산 제31호로 지정되었다.

## 개요
효자 노광원은 부친께 효성을 다하여 숙종 24년(1698)에 정려를 명 받았다. 그는 자가 신형, 호가 옥운, 관은 풍천이고 강진군 열수방(작천) 용정에서 살았다. 효행은 7～8세부터 봉양을 극진히 하고 아버지 병환엔 추운 겨울에 참새와 죽순을 구해 바치고 위독하자 손가락의 피를 흘려 넣고 허벅지의 살을 베어 약으로 썼으며 세상을 떠나자 시묘살이를 하였다.